# 穆什尼
51°26′22″N 27°29′26″E / 51.43944°N 27.49056°E
穆什尼（烏克蘭語：Мушні），是烏克蘭西北部的村莊，隸屬里夫內州的薩爾內區。該村始建於1906年，面積54.1平方公里，海拔高度162米，2001年人口332，人口密度每平方公里6.1人。